# هارييت سكوت
هارييت سكوت (بالإنجليزية: Harriet Scott)‏ (10 فبراير 1993 - ) هي لاعبة كرة قدم أيرلندية في مركز الدفاع.

## وصلات خارجية
- هارييت سكوت على موقع الاتحاد الدولي (مؤرشف)  (الإنجليزية)
- هارييت سكوت على موقع الاتحاد الأوربي (الإنجليزية)
- هارييت سكوت على موقع قاعدة بيانات كرة القدم.إي يو (الإنجليزية)
- هارييت سكوت على موقع Soccerway.com (الإنجليزية)